# Muschelquelle
Koordinaten: 49° 48′ 52,7″ N, 11° 13′ 33,3″ O
Die Muschelquelle ist eine Karstquelle bei Streitberg, einem Gemeindeteil der oberfränkischen Marktgemeinde Wiesenttal im Landkreis Forchheim in Bayern.

## Beschreibung

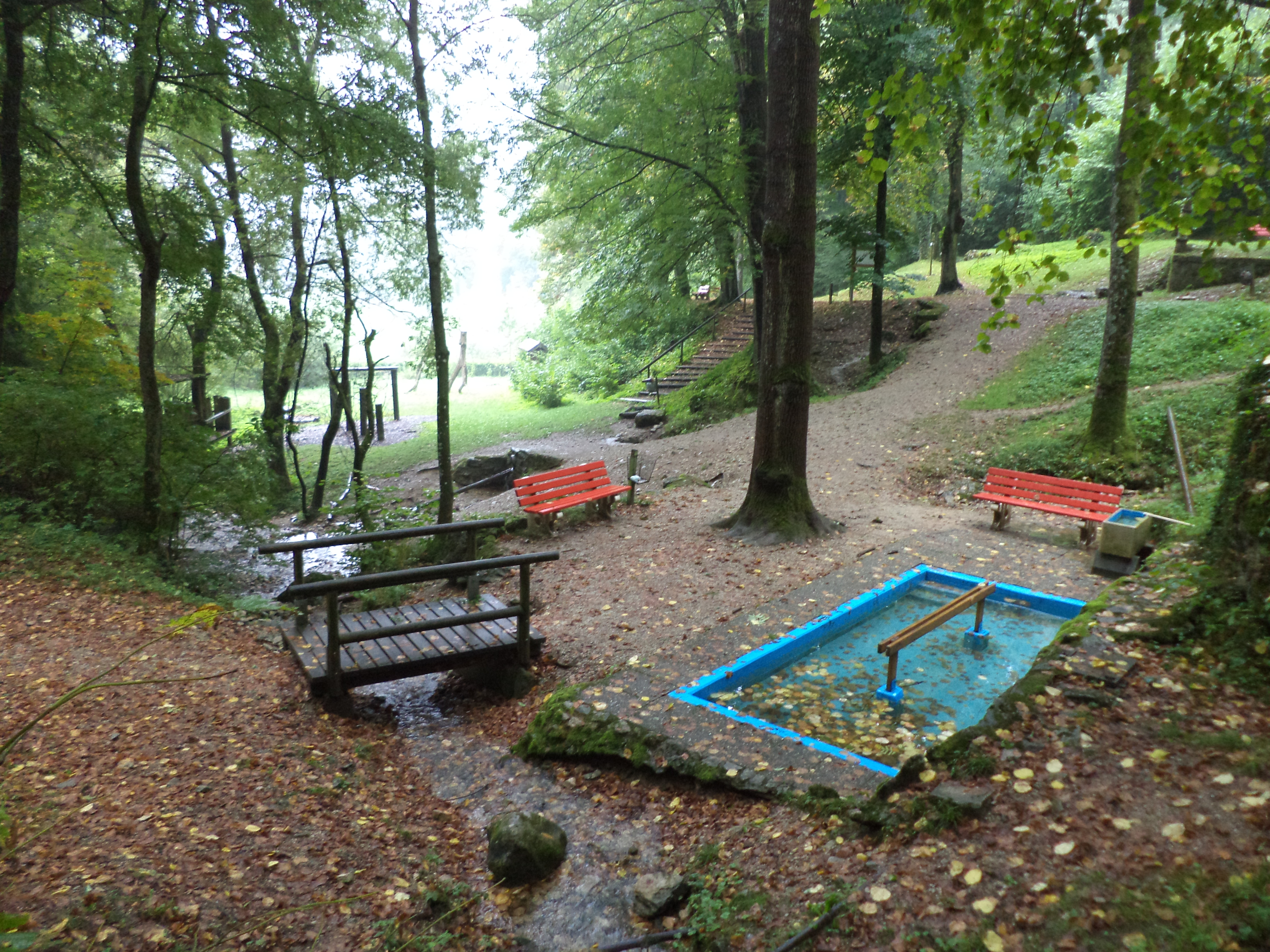
Der Platz an der Muschelquelle

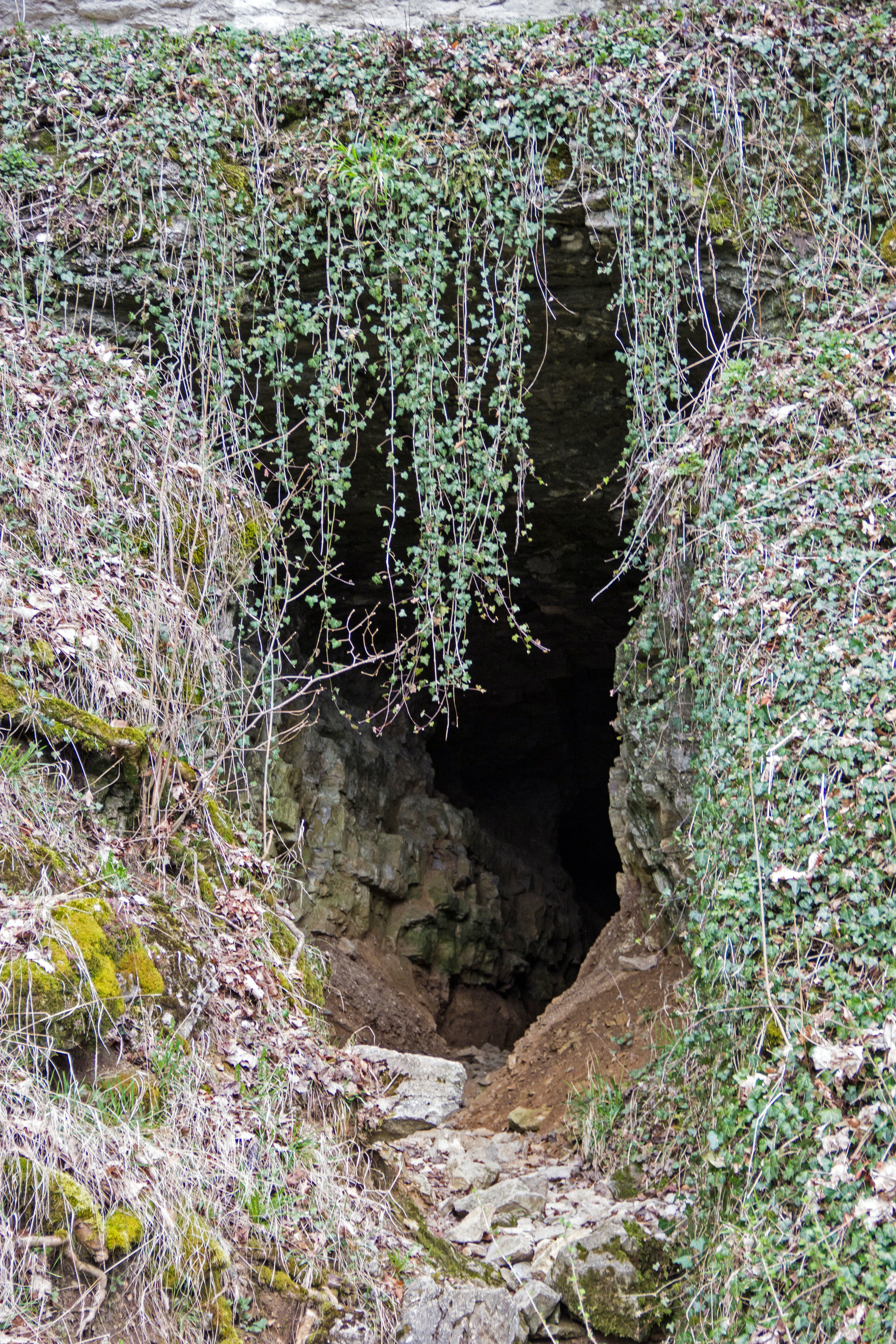
Schneiderloch, Eingang

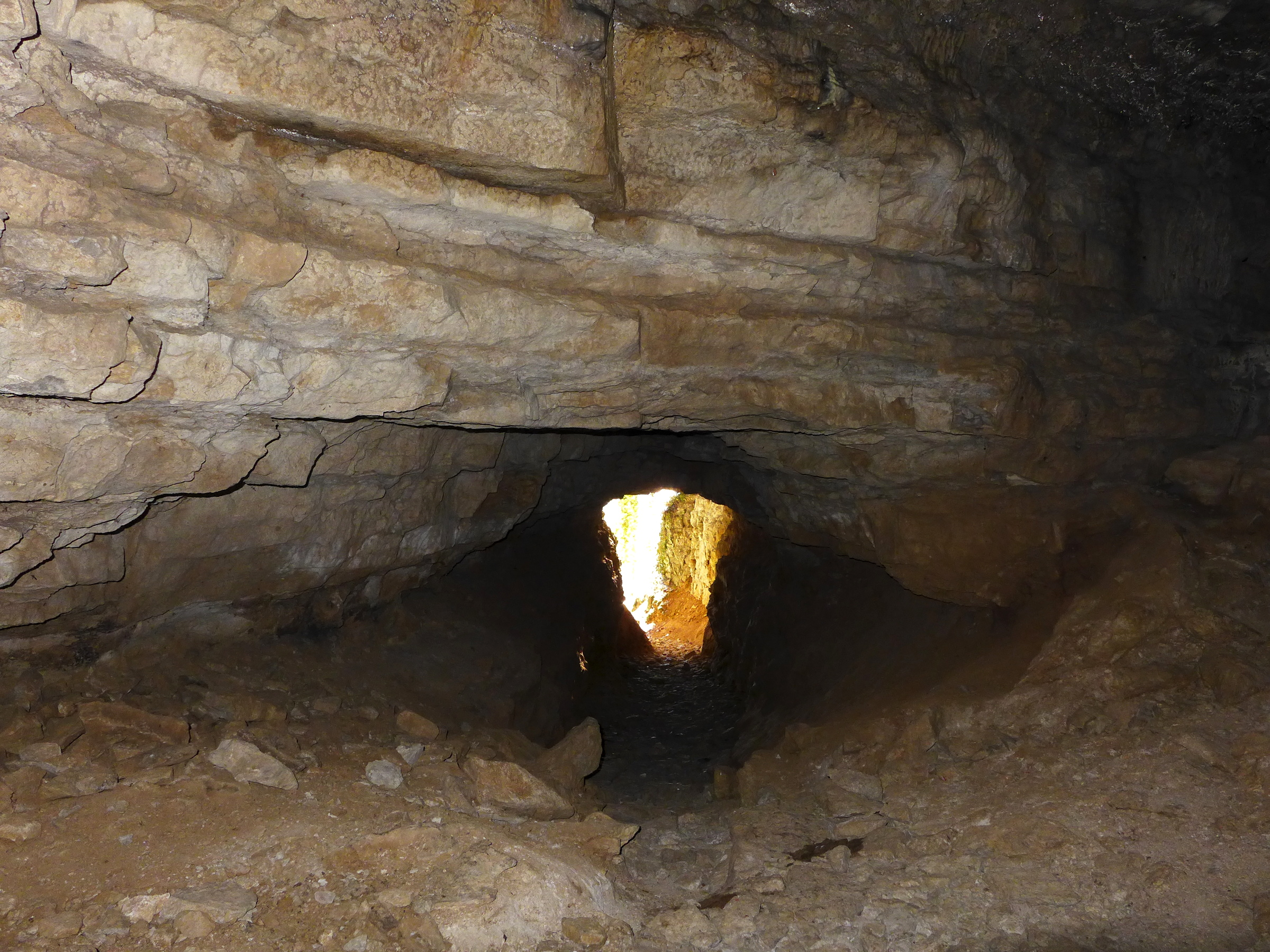
Schneiderloch, innen

Die Muschelquelle liegt in der Fränkischen Schweiz nordöstlich von Streitberg unterhalb der „Glatten Wand“ in einem engen, felsenumschlossenen Tal. Am oberen Ende entspringen neben der Muschelquelle zwei weitere kleine Quellen, deren Wasser in eine Kneippanlage geleitet wird. Das Quellwasser der Muschelquelle tritt als Schichtquelle aus Mergeln des Oberjura zu Tage. Es lagert sich Kalktuff ab, der eine Zeit lang in einem großen Gebiet unterhalb der Quelle abgebaut wurde. Dieses entstand in der Warmzeit vor etwa 120.000 Jahren. Aus diesen Kalktuffsteinen wurde das Quellhaus der Muschelquelle im Jahre 1910 errichtet, die bis 1968 zur Trinkwasserversorgung der umliegenden Ortschaften genutzt wurde. Bei sehr hoher Schüttung der Quelle entspringt das Wasser auch einer Quellgrotte, dem Schneiderloch oberhalb der Muschelquelle. Die Quelle ist vom Bayerischen Landesamt für Umwelt als wertvolles Geotop 474Q001 und Naturdenkmal (ND-04593) ausgewiesen.

## Schneiderloch
Etwas oberhalb der Quelle befindet sich die kleine Karsthöhle Schneiderloch. Sie ist etwa 50 Meter lang und führt bei Regen manchmal Wasser. Das Schneiderloch wird im Höhlenkataster Fränkische Alb (HFA) unter C 11 gelistet.